# Olivia Manning
Olivia Mary Manning (Portsmouth, 1908. március 2. – Wight-sziget, 1980. július 23.) brit író, költő, kritikus. Szépirodalmi és szakirodalmi munkáiban gyakran részletezi személyes odüsszeiáját és utazásait, melyeket főként Angliában, Írországban, Európában és a Közel-Keleten tett. Gyakran írt személyes tapasztalatairól, de írásaiban jelentős szerepet kapnak az elképzelt események is.

## Élete
Fiatalkorában Portsmouth és Írország között ingázott, sehol sem töltött túl sok időt. Ebből fakadt, ahogy ő emlegette, „az a tipikus angol-ír sehova-sem-tartozás”, ami később meghatározta teljes világszemléletét. Művészeti iskolába járt, aztán Londonba költözött, ahol 1937-ben első komolyabb regénye is megjelent, The Wind Changes címmel. 1939. augusztusában hozzáment R. D. Smith-hez, aki a British Council adjunktusaként Bukarestben, később, ahogy a németek megszállták Kelet-Európát, Görögországban, Egyiptomban, majd Palesztinában tevékenykedett. Manning e bolyongás során gyűjtött tapasztalatai adták magját az írónő legjobb munkáinak, annak az összesen hat regénynek, melyek a The Balkan és a The Levant (együtt Fortunes of War) trilógiákat alkotják. Általános megítélése a kritikusok körében vitatott volt, ettől függetlenül a Fortunes of War regényciklus, melynek darabjait 1960 és 1980 között írta, meglehetősen jó kritikákat kapott.
A háború után Manning visszatért Londonba, és haláláig itt élt. Verseket, novellákat, regényeket, kritikákat, szakmai témájú cikkeket és drámákat (a BBC számára) írt. Annak ellenére, hogy mind Manning, mind férje követett el botlásokat, sosem váltak el. Kortársaival (többek közt Stevie Smith-szel és Iris Murdoch-kal) sem volt felhőtlen kapcsolata, főként, mert féltékeny volt azok sikereire. Elégedetlenségének igyekezett minden módon hangot adni, állandó perlekedésével kiérdemelte a Morgó Olivia (Olivia Moaning) gúnynevet. Reggie ennek ellenére sem vesztette el feleségébe vetett hitét, mindvégig ő maradt legerősebb támasza.
Mindazonáltal az igazi hírnév csak Olivia 1980-as halála után jött el, amikor 1987-ben filmre vitték a Fortunes of Wart.
Életében könyvei csak korlátozott kritikai figyelmet kaptak, ezen vélemények is megoszlottak, különösen jellemábrázolását és más népek kultúrájának bemutatását illetően. Írásaiban igyekezett kerülni a nemi kérdéseket, emiatt nehéz besorolni a feminista irodalom kategóriájába. Mindazonáltal a kortárs tudomány kiemeli Manning, mint női író fontosságát a háborús szépirodalomban és a Brit Birodalom hanyatlásának témájában. Munkáiban elítéli a háborút, a rasszizmust, a gyarmati rendszert, az imperializmust, tanulmányozza a fizikai és érzelmi elidegenítés témáját.

## Művei

### Jacob Morrow álnéven
- Rose of Rubies (1929)
- Here is Murder (1929)
- The Black Scarab (1929)

### Saját neve alatt
- The Wind Changes (UK: 1937, 1988; US: 1938)
- Remarkable Expedition: The Story of Stanley's Rescue of Emin Pasha from Equatorial Africa (The Reluctant Rescue in the US) (UK: 1947, 1991; US: 1947, 1985)
- Growing Up (UK: 1948)
- Artist Among the Missing (UK: 1949, 1950, 1975)
- The Dreaming Shore (UK: 1950)
- School for Love (UK: 1951, 1959, 1974, 1982, 1983, 1991, 2001, 2004; US: 2009)
- A Different Face (UK: 1953, 1975; US: 1957)
- The Doves of Venus (UK: 1955, 1959, 1974, 1984, 1992, 2001; US: 1956)
- My Husband Cartwright (UK: 1956)
- The Great Fortune (The Balkan Trilogy; UK: 1960, 1961, 1967, 1968, 1969, 1973, 1974, 1980, 1988, 1992, 1994, 1995 2000; US: 1961)
- The Spoilt City (The Balkan Trilogy; UK: 1962, 1963, 1967, 1968, 1974, 1980, 1988, 1994, 2000; US: 1962)
- Friends and Heroes (The Balkan Trilogy; UK: 1965, 1974, 1987, 1988, 1994; US: 1966)
- Collected as Fortunes of War: the Balkan Trilogy (UK: 1981, 1986, 1987, 1988, 1989, 1990, 2004; US: 1988, 2005, 2010)
- Extraordinary Cats (UK: 1967)
- A Romantic Hero, and other stories (UK: 1967, 1992, 2001)
- The Play Room (The Camperlea Girls in the US) (UK: 1969, 1971, 1976, 1984; US: 1969)
- The Rain Forest (UK: 1974, 1977, 1983, 1984, 1986, 1991, 2001, 2004)
- The Danger Tree (The Levant Trilogy; UK: 1977, 1979, US: 1977)
- The Battle Lost and Won (The Levant Trilogy; UK: 1978, 1980; US: 1979)
- The Sum of Things (The Levant Trilogy; UK: 1980, 1982; US: 1981)
- Collected as Fortunes of War: the Levant Trilogy (UK: 1982, 1983, 1985, 1987, 1988, 1989, 1996, 2001, 2003, ; US: 1982, 1988, 1996